# SV Blau-Weiß Groß Lindow 1909
Der SV Blau-Weiß Groß Lindow ist ein Sportverein aus Groß Lindow. Er wurde 1909 als MTV Lindow gegründet und existiert bis heute. Sein vollständiger Name lautet SV Blau-Weiß 1909 Groß Lindow e. V.

## Geschichte
1909 wurde der Verein als MTV Lindow gegründet, aber erst im Jahre 1920 kam eine Fußballabteilung hinzu. 1933 wurde der Verein verboten und so musste er dann aufgelöst werden. Die Fußballer traten dann den Lindower SSV bei. 13 Jahre später (1946) wurde der SG Lindow neugegründet. Später (1949) gab es eine Fusion mit der SG Finkenheerd zur Industrie SG Lindow-Finkenheerd. Noch im Jahre 1949 gab es eine weitere Umbenennung. Von nun an hießen der Verein ZSG Glückauf Lindow-Finkenheerd, wenige Monate später BSG Glückauf Lindow-Finkenheerd, nur ein Jahr später (1950) BSG Aktivist Lindow-Finkenheerd. 1954 spaltete sich Groß Lindow von Finkenheerd ab und nannte sich fortan SG Groß Lindow. 1959 kam dann die vorletzte Umbenennung in BSG Traktor Groß Lindow. 1990 wurde der Verein dann endgültig in den Namen SV Blau-Weiß Groß Lindow 1909 umbenannt. Der Verein war Mitgründer der Landesklasse Ost Brandenburg und ist dieser bis zu seinem Abstieg 2008 in die Kreisliga Oder-Neiße, die heutige Kreisliga Ostbrandenburg, immer erhalten geblieben.

## Statistik
- Teilnahme DDR-Liga: 1977/78